# Gare de Aïn Seynour
La gare de Aïn Seynour est une gare ferroviaire algérienne située sur le territoire de la commune de Mechroha, dans la wilaya de Souk Ahras.

## Situation ferroviaire
La gare est située dans la localité de Aïn Seymour, au sud de la commune de Mechroha, sur la ligne d'Annaba à Djebel Onk. Elle est précédée de la gare de Mechroha et suivie de celle de la Résidence universitaire Medaguine Mohamed.

## Service des voyageurs

### Desserte
La gare de Aïn Seynour est desservie par les trains régionaux des liaisons :
- Annaba - Tébessa[1] ;
- Souk Ahras - Aïn Seynour[2].